# Каменные сны
«Каменные сны» (азерб. Daş yuxular) — роман-реквием азербайджанского писателя Акрама Айлисли, посвящённый осмыслению армяно-азербайджанского конфликта в период его нарастания в конце 1980-х годов. Значительное место в романе занимает история родного села автора — Айлис в Нахичеванской области, большую часть населения которого составляли армяне, почти поголовно уничтоженные во время резни 1919 года. Роман имеет посвящение — «памяти земляков моих, оставивших после себя неоплаканную боль».
Роман вызвал резкое неприятие в Азербайджане, где писатель был обвинён в симпатиях к армянам и раскритикован азербайджанскими СМИ, Союзом писателей (в котором Айлисли не состоял более 20 лет), культурными и религиозными авторитетами, президентом и парламентом Азербайджана. Негодование вызвало и то, что в книге автор изображает только нападения азербайджанцев на армян, в частности, погромы в Баку и Сумгаите, а описание случаев армянской агрессии против азербайджанцев, такие как Ходжалинская резня, отсутствуют. По мнению ряда западных СМИ, в романе присутствует критика Гейдара Алиева за установление в Азербайджане политической тирании.
Поддержку Айлисли высказал ряд азербайджанских писателей и правозащитников, многочисленные писатели и правозащитные организации за пределами страны, обвинившие правительство Азербайджана в организации травли писателя.

## История публикации
Роман был написан в 2006—2007 годах, однако опубликован лишь несколько лет спустя. Изначально он был частью трилогии, рукопись которой Айлисли посылал знакомым литераторам. Рецензия Льва Аннинского на рукопись Айлисли «Грандиозная пробка. Нетрадиционный роман в трёх повествованиях» появилась в 2012 году в журнале «Дружба Народов» (№ 2). В первой части трилогии речь шла о бывшем ректоре института, про которого был пущен слух, будто он попросил политическое убежище во время поездки в Йемен. Во второй части повествования герой, пожилой бакинский интеллигент, пытался предотвратить убийство старика-армянина на улице, в результате чего сам был жестоко избит и умер в больнице. В третьей части рассказывалось о высокопоставленном сотруднике, приближённом к «Раису» — руководителю республики.
В интервью писатель утверждал, что к публикации романа его подтолкнула экстрадиция в 2012 году в Азербайджан и последующее помилование властями лейтенанта Рамиля Сафарова, осужденного за убийство в Венгрии офицера армянской армии:
Когда я увидел безумную реакцию и искусственное раздувание ненависти между армянами и азербайджанцами, выходящие за всякие рамки, я решил опубликовать свой роман.
Когда появилась возможность опубликовать роман на русском языке, автор обратился к переводчикам, однако перевод его не устроил, и он взялся переводить сам. Русский перевод романа под редакцией М. Гусейн-заде был опубликован в конце 2012 года в журнале «Дружба Народов» (№ 12). Эта публикация совпала с 75-летним юбилеем Айлисли. На азербайджанском языке роман напечатан так и не был, однако доступен в виде сетевой публикации.
Весной 2013 года перевод романа на армянский язык выпустило издательство «Норк».

## Сюжет
Декабрь 1989 года. Конфликт между армянами и азербайджанцами нарастает; в Баку разъярённые толпы убивают армян, встречающихся им на пути. В предпоследнее воскресенье декабря в бакинскую больницу поступает в тяжёлом состоянии известный театральный актёр Садай Садыглы. Его товарищ, также актёр Нувариш Карабахлы, рассказывает доктору Фарзани, что Садыглы пытался защитить от толпы еразов старика-армянина, которого они жестоко убивали. Доктор проводит операцию, однако Садыглы не приходит в сознание. Карабахлы рассказывает доктору Фарзани об артисте, который всегда отличался независимостью взглядов, из-за чего не раз вступал в конфликт с представителями власти (в том числе с «Первым» — бывшим руководителем республики, чьё имя не называется).
Основная часть романа представляет собой сны и воспоминания находящегося в коме Садыглы. Он мысленно перемещается в родное село Айлис (Агулис), в котором когда-то жили армяне, жестоко истреблённые в 1919 году турками. Оставшихся в живых армянок, уже старух, Садыглы застал в детстве и с благодарностью вспоминает их доброту. Однажды, услышав молитву старухи-армянки возле Вангской церкви (одной из когда-то существовавших в Айлисе двенадцати церквей) Садыглы был потрясён исходящим от храма неземным сиянием.
Интересовался историей Айлиса и тесть Садыглы, доктор Абасалиев, который собирал все сведения о селе и делился своими открытиями с зятем. По мнению Абасалиева, в болезнях и психических отклонениях многих жителей села проявилась своего рода одержимость «джиннами» — предки этих людей заселились в домах уничтоженных в 1919 году армян, а некоторые из них сами принимали участие в убийствах.
Наблюдая за нарастающей в Баку антиармянской истерией, перерастающей в погромы и убийства, Садай Садыглы начинает терять рассудок. Творящаяся вокруг жестокость накладывается на детские переживания, вызванные рассказами айлисских стариков о резне армян. У Садыглы рождается идея, что, чтобы искупить вину своих соотечественников, он должен принять крещение в Эчмиадзине. Не в силах поделиться с кем-либо этой немыслимой идеей, Садай каждый день ходит на вокзал и провожает поезд Баку-Ереван.
В субботу, за день до избиения, Садыглы встречается со своим старым другом Джамалом, от которого узнаёт, что Айлис вновь охвачен антиармянскими настроениями. А его другой односельчанин Бабаш, продвинувшийся по номенклатурной лестнице, на днях опубликовал в газете псевдоисторическую статью под названием «Армянский подлый след». Директор театра предлагает Садыглы главную роль в новом спектакле, прославляющем нового «Хозяина» республики и очерняющем прежнего, перед которым все преклонялись ещё недавно. Садыглы уходит, не в силах смириться со всем происходящим в последние месяцы.
Проходит несколько дней, Садыглы по-прежнему находится в коме. Его посещает тесть, доктор Абасалиев, и читает ему найденные рукописи из истории Айлиса. В начале января приходит весть о гибели Нувариша Карабахлы, который, по слухам, сбросился с балкона. Не выходя из комы, Садыглы умирает 12 января — накануне трагических событий в Баку 1990 года.

## Персонажи
- Садай Садыглы — известный театральный актёр, родом из Айлиса.
- Нувариш Карабахлы — комический театральный актёр, товарищ Садыглы.
- Фарид Фарзани — пожилой хирург, заведующий отделением в больнице.
- Зульфи Абасалиев — пожилой врач на пенсии, родом из Айлиса.
- Азада ханум — жена Садыглы, стоматолог, дочь Абасалиева.
- Бабаш Зиядов («Бомба Бабаш») — друг детства Садыглы, впоследствии достигший высокого положения в партийной номенклатуре.
- Джамал («Джамбул Джамал») — друг детства Садыглы, впоследствии чабан.
- Мопассан Мираламов — директор театра.

## Реакция

### Осуждение и репрессии
31 января 2013 года несколько десятков молодых людей устроили перед домом писателя демонстрацию, скандировали: «Акрам, убирайся из страны!», и сожгли его фотографию. По данным радио «Свобода», в митинге участвовали активисты правящей партии «Ени Азербайджан». 1 февраля они же устроили символические похороны книги Айлисли на одной из центральных улиц Баку. Несмотря на то, что в Азербайджане действует запрет на массовые собрания, полиция в обе эти акции не вмешивалась.
В родном селе писателя, Айлисе, где разворачивается одна из сюжетных линий романа, также была организована массовая манифестация. Собравшиеся на центральной площади скандировали лозунги «Смерть Акраму Айлисли!», «Предатель!», «Акрам — армянин» и сожгли все его книги. Сожжение книг писателя прошло также в Гяндже.
Пусть сожгут все мои книги, потому что они никого не спасли!
— ответил на это писатель.
5 февраля 2013 года Союз писателей Азербайджана принял заявление, в котором исключил Айлисли из своих рядов и осудил его роман..
Роман «Каменные сны» стал предметом особого обсуждения в парламенте Азербайджана, где был единодушно осужден. Председатель Партии демократических реформ Асим Моллазаде назвал роман российским заказом на подрыв общественной консолидации в Азербайджане. Депутаты потребовали лишить Айлисли гражданства, правительственных наград и проверить его «генетический код», дабы выяснить, не армянин ли он. Спикер парламента Октай Асадов заявил, что «в происхождении всех, кто поддерживают Айлисли, есть что-то подозрительное».
Если бы я был армянином, то об этом давно бы все знали. И я нисколько бы не стыдился этого.
— ответил Айлисли.
5 февраля сын Айлисли был уволен с работы в таможенном комитете, а жена писателя — из детской библиотеки, где в течение 30 лет работала директором. Министерство образования Азербайджана «по требованию» учителей по литературе приняло решение об изъятии из школьных учебников сочинений Айлисли. Спектакли по пьесам Айлисли были сняты со сцен азербайджанских театров.
7 февраля указом президента Азербайджанской Республики Ильхама Алиева, Акрам Айлисли был лишён звания «Народный писатель Азербайджана» и государственной пенсии. По мнению Ильхама Алиева, в романе «Каменные сны» писатель оскорбил сограждан «в неподобающей для азербайджанского писателя форме» и «исказил реалии, связанные с историей Азербайджана», в частности, суть армяно-азербайджанского, нагорно-карабахского конфликта. В обращении президента подчёркивается, что о лишении Айлисли звания народного писателя и президентской пенсии просили на разных уровнях. Правящая партия «Ени Азербайджан» (ПЕА) заявила, что приветствует лишение писателя Акрама Айлисли персональной пенсии Президента Азербайджана и почётного звания народного писателя.
Комментируя указ о лишении персональной пенсии и звания народного писателя, Председатель Комитета по правам человека Милли Меджлиса Рабият Асланова заявила, что такое решение поддерживается всеми: «Мы считаем, что так оно и должно быть. Каждый должен знать, что первым долгом для азербайджанца являются его преданность Родине и интересы азербайджанского народа. Если против этих интересов предпринимаются какие-либо шаги, то такие действия немедленно должны пресекаться и наказываться».
Акрама Айлисли также осудили представители азербайджанской интеллигенции. Президент академии наук Махмуд Керимов высказал мнение, что книга Айлисли унижает азербайджанский народ, заявив, что она написана односторонне, и в ней отсутствует баланс мнений. Руководство Союза писателей Азербайджана заявило об исключении Айлисли из состава союза, хотя сам Айлисли утверждает, что ещё в 1991 году написал официальное заявление о своём уходе. Председатель Союза писателей Азербайджана Анар заявил, что «Акрам уничтожил себя». С гневным осуждением романа выступили также секретарь Союза писателей, президент азербайджанского PEN-клуба Чингиз Абдуллаев и главный редактор газеты «Бакинский Рабочий» Рахман Гаджиев. Отрицательный отзыв к рецензии Льва Аннинского высказал азербайджанский писатель Рамиз Аббаслы. Народный артист Азербайджана Габиль Алиев обвинил Айлисли в предательстве, потому что «этот человек от начала и до конца не смог скрыть своей любви к армянам». Обвинение в предательстве прозвучало и от директора Азербайджанского государственного академического театра оперы и балета, заслуженного деятеля искусств Акифа Меликова.
Совет газиев и Научно-религиозный совет Управления мусульман Кавказа также выступили с осуждением книги «Каменные сны». Духовенство заявило, что считает справедливым лишение А. Айлисли звания «Народный писатель» и призывает лишить писателя орденов «Шохрат» и «Истиглал». Глава Управления мусульман Кавказа шейх-уль-ислам Аллахшукюр Пашазаде объявил Айлисли ренегатом и вероотступником. По его словам, в исламе таких людей называют «муртадами» — еретиками.

Проправительственная партия «Современный Мусават» объявила награду в 10 тысяч манат тому, кто отрежет ухо Акраму Айлисли. Лидер партии, Хафиз Гаджиев, эту информацию подтвердил. Он заявил, что Айлисли в своем романе оскорбил азербайджанских беженцев и за это должен быть наказан. Во время интервью Объектив ТВ Гаджиев уточнил свою угрозу, заявив, что активисты молодёжной организации его партии отрежут правое ухо писателя, уточнив, что Айлисли не будет больно, ибо ему тут же окажут медицинскую помощь: «У ребят в кармане будет йод, вата и бинт. Отрежут, а потом сразу же перевяжут. Ей Богу, ему будет не больно».
Депутат парламента Азербайджана, лидер другой проправительственной партии «Ана Вэтэн», Захид Орудж заявил: «Сейчас за заявление Гаджиева ухватятся все враждебные Азербайджану силы и попытаются использовать его против нас. Поэтому считаю, что подобные призывы немедленно должны пресекаться и наказываться… Наша общественность уже выразила свою позицию по поводу книги Айлисли, а призывы к насилию неприемлемы и не к лицу человеку, считающему себя лидером политической партии… Я считаю, что правоохранительные органы должны выразить свою твёрдую позицию по этому вопросу».
12 февраля 2013 года начальник пресс-службы МВД Садиг Гезалов заявил, что председатель партии «Современный Мусават» был вызван в Министерство внутренних дел Азербайджана, где Хафизу Гаджиеву было объяснено, что его высказывания в адрес Айлисли, в которых звучит призыв к нанесению ущерба здоровью писателя, недопустимы, а сам Гаджиев может понести юридическую ответственность за подобные действия. Хафизу Гаджиеву было сделано официальное предупреждение. Сам Хафиз Гаджиев опроверг заявление Садига Гезалова о своём вызове в Министерство внутренних дел и официальном предупреждении, а также заявил, что отрезание уха Акраму Айлису приостановлено лишь временно, о чём он и проинформировал МВД. Министр иностранных дел Азербайджана Эльмар Мамедъяров высказал мнение, что призыв Гаджиева не нанесёт ущерб международному имиджу Азербайджана.
После лишения званий и наград Акрам Айлисли обратился к российской интеллигенции, заявив, что «всё это идёт по худшему сценарию, который мог быть только в 1930-х годах».
Комментируя историю с Айлисли, «The Washington Post» пишет, что призыв проправительственной партии отрезать ухо Айлисли поставил под удар усилия Азербайджана представить себя прогрессивным государством. МВД Азербайджана заявило, что такие призывы — преступление, и обещали провести расследование, однако правительство, испуганное январскими протестами, пытается, как и в прошлом, отвлечь общественное внимание, разжигая страх перед армянской угрозой. «Айлисли завуалированно атакует также Алиева и его отца, Гейдара Алиева, бывшего президента, за жестокость и коррумпированность режимов. Азербайджан пошёл на многое, чтобы скрыть этот имидж: этому способствовало блестящее возрождение столицы Баку благодаря доходам от нефти и газа». «The Independent» также отмечает, что в Азербайджане развёрнута кампания ненависти против Айлисли, проводимая авторитарным правительством.

### Поддержка
3 февраля в Баку, в сквере перед памятником М. А. Сабиру, группа молодых писателей провела акцию в защиту Айлисли и выразила осуждение массовым акциям «народного гнева». Также в защиту Айлисли выступили писатель и литературовед Чингиз Гусейнов, киносценарист Рустам Ибрагимбеков и еще несколько независимых азербайджанских интеллектуалов, таких как Марат Шафиев, Парвиз Джабраил, Рахман Бадалов, Тамирлан Бадалов, Севиль Хусейнова. В поддержку Айлисли также выступила известная правозащитница Лейла Юнус, расценившая кампанию против романа как травлю неугодного писателя и заявившая, что «после Рамиля Сафарова именно Акрам Айлиси спасает честь и достоинство нашего народа». В защиту Айлисли выступил и известный турецкий правозащитник и издатель Рагип Зараколу, также подвергавшийся преследованиям за публикацию книг о Геноциде армян.
Азербайджанская оппозиция осудила и роман, и кампанию против него.
В России в защиту Акрама Айлисли выступили Международная писательская правозащитная организация Русский ПЕН-центр, главный редактор журнала «Дружба народов» Александр Эбаноидзе, писатели Борис Акунин и Андрей Битов, Сергей Каледин, Лев Аннинский и Виктор Ерофеев. Международная писательская правозащитная организация Русский ПЕН-центр опубликовала открытое письмо президенту Азербайджана Ильхаму Алиеву с просьбой прекратить преследования опального писателя Акрама Айлисли.
Борис Акунин призвал азербайджанцев остановиться и не превращать Айлисли во второго Салмана Рушди, а Азербайджан — в страну-изгоя. В ответ на это, главный редактор газеты «Бакинский рабочий» Рахман Гаджиев заявил, что в отличие от упоминаемого Акуниным Салмана Рушди, Айлисли «унижает не чувства (как это показалось некоторым верующим после прочтения „Сатанинских стихов“), а честь и достоинство сотен тысяч азербайджанцев, чья судьба была сломана армянами».
Институт по защите прав СМИ (англ. Institute for the Protection of Media Rights) распространил заявление, что кампания против Айлисли «является серьёзной угрозой для художественного творчества в этой стране». 12 февраля международная правозащитная организация «Human Rights Watch» распространила заявление, в котором говорится: «У азербайджанского правительства есть обязательства по защите Акрама Айлисли. Однако вместо этого правительство, руководя инициативами угроз писателю, поставило его лицом к лицу с неэтичными кампаниями очернения и враждебной риторики». В заявлении HRW также говорится, что «правительства зарубежных стран и межправительственные организации, членом которых является Азербайджан, должны призвать правительство Азербайджана немедленно начать расследование в отношении лиц, ответственных за угрозы в адрес писателя, а также обеспечить свободу слова в стране».
Исполком Русского ПЕН-центра отклонил приглашение приехать на Международный книжный форум и литературный фестиваль 3-5 мая 2013 года в Азербайджане, объяснив решение протестом против преследования Айлисли: «Уважая культурные вековые традиции азербайджанского народа и поддерживая именно их, а не своеволие и фанатизм, мы хотим своим отказом от участия в Международном книжном форуме выразить протест против преследования писателя».

### Номинация на Нобелевскую премию
В феврале 2014 года Акрам Айлисли был выдвинут на Нобелевскую премию мира с формулировкой «за отвагу, проявленную во имя примирения азербайджанского и армянского народов». Номинаторами выступила международная группа профессоров и ректоров университетов, в том числе Сергей Абашин, Крэйг Кэлхаун, Иммануил Валлерстайн, Гасан Гусейнов, Теодор Шанин. В номинации отмечается, что Айлисли — первый тюркоязычный автор, посвятивший свою книгу раскаянию об армянском геноциде. «Многие турецкие писатели — от Назыма Хикмета до Орхана Памука говорили правду о геноциде. Но именно Айлисли первым выразил эту боль в художественном произведении — очень личном, выстраданном и глубоком. Он один из тех редких людей — как Мартин Лютер Кинг или Андрей Сахаров — которые личным духовным подвигом могут изменить судьбу нации, сломать стену между народами. <…> Сегодня, когда болезнь национализма заразила почти всю территорию бывшего СССР, когда слово „погром“ снова стало реальностью, поступок Айлисли важен для всех его бывших соотечественников, разучившихся жить в мире друг с другом. Его пример важен, независимо от национальности и политической ситуации. Человек, готовый из чувства правды в одиночку пойти против всей системы вещей, делает смелее каждого из нас».